# Interimspråk
Interimspråk eller inlärarspråk är en term som används om det språk som den enskilda inlärare har mellan det att han eller hon har börjat lära sig språket till dess att personen har nått målspråket, det vill säga det språk som är målet för inlärningen.
Termen interimspråk hör samman med tanken att man får en mer rättvis bild av hur långt en inlärare har kommit i sin språkutveckling om man ser på hela det språk inläraren använder, både det som är rätt och det som är fel. Detta i stället för att endast koncentrera sig på vad som är fel i förhållande till målspråket. Man ser då andraspråksinlärning som en dynamisk process där den som lär sig ett andraspråk aktivt prövar sig fram i det nya språkets regelsystemet och skapar ett eget regelsystem som med tiden blir mer och mer lik målspråkets. 
Enligt detta tankesätt skulle det kunna vara så, vad gäller andraspråkstalare, att någon som säger "Jag fådde en present igår" i stället för "jag fick en present igår" kan ha kommit längre i sin språkliga utveckling än en andraspråkstalare som använder "fick" i stället för "fådde". Ordet "fick" kan nämligen ha använts utan vidare eftertanke, till exempel för att inläraren har lärt sig just den specifika formen av ordet, medan en konstruktion som "fådde" tyder på att inläraren har börjat lära sig hur man konstruerar preteritum i svenskan, det vill säga genom att lägga till -de.